# 山本寛太郎
山本 寛太郎（やまもと かんたろう）は、日本の音楽家、シンガーソングライター、作曲家（作詞提供あり）。一時、ディスクジャケット等で「KANTAROW」表記を用いた時期もある。
1978年頃、テイチクからメジャー・デビュー。シングル数枚発売後、1980年頃、レコード会社をキャニオン・レコードに移籍。アルバム1枚・シングル数枚を発売。「マンハッタンドリーム」が一部で注目され知名度がアップしたことを受け、その後のシングルが、夜間のテレビニュースに用いられた時期もあった。他の歌手へ作品提供も行ったが、1980年代半ばに活動休止。1995年に、グラスバレー解散後の本田恭之（現・本田海月）とOPCELLを結成、ビクターエンタテインメントからアルバムリリース。現在は静岡県に住居を構え、釣りのルアーの会社（有限会社オプセル Opcell）を経営している。

## プロフィール
キャニオンレコードの当時のプロモーション資料の「PROFILE」より
- 出身：静岡県西伊豆
- 趣味：スキンダイビング
- 特技：卓球・オーディオ
- 好きなミュージシャン：ドゥービー・ブラザーズ、スティーヴィー・ワンダー、スコット・ウォーカー

使われているコピーは「ハートがシビレてあったかい。WARM HEART●HOT POP」

## ディスコグラフィ

### シングル
特記以外　作詞・作曲・山本寛太郎
（調査中）
- 1978年
  - 「マーガレット・ライン」（編曲・大村雅朗）／B面「エンドレス・ラブ」（作詞・作曲・網倉一也、編曲・大村雅朗）（RS-130）
- 1979年
  - 「恋のタイミング」／B面「マイボート」（両編曲・椎名和夫）（RS-154）
  - 「シルバー･スイート･ハート」／B面「まどろみの中で」（両編曲・椎名和夫）（RS-182）
- 1981年
  - 「マンハッタンDream」（編曲・瀬尾一三）／B面「Last Time」（編曲・武部聡志）（7A-0069）
  - 「Sweet Vibration」（作詞・山本寛太郎・喜多島隆雄、編曲・大村雅朗）／B面「君がその人」（編曲・大村雅朗）（7A-0110）
  - 「ナチュラル・ハプニング　時、とめてコーヒータイム」／B面「パッシングレイン」」（両編曲・佐藤準）（7A-0125）
- 1982年
  - 「サウス・ウィンド（君を待つ渚）」（作詞・伊達歩、編曲・武部聡志）／B面「黄昏にまぎれて」（編曲・武部聡志）（7A-0180）

### アルバム
特記以外　作詞・作曲・山本寛太郎
- アトラントローグ（ATLANTROOG）（1981年）C28A-0165
  - A-1: Jumping High Way（編曲：瀬尾一三）
  - A-2: Over-lap（編曲：瀬尾一三）
  - A-3: 回帰線の彼方へ（編曲：瀬尾一三）
  - A-4: マンハッタンDream（編曲：瀬尾一三）
  - B-1: アトラントローグ（編曲：瀬尾一三）
  - B-2: クラクションに気をつけて（編曲：瀬尾一三）
  - B-3: ハレーション（編曲：山本寛太郎・瀬尾一三）
  - B-4: Sweet Vibration（作詞：山本寛太郎・喜多島隆雄、編曲：大村雅朗）
  - B-5: 君がその人（編曲：大村雅朗）

- OPCELL（オプセル）（1995年1月21日）VICL-634 - OPCELL・KEN蘭宮としての参加作品。

## 提供曲
- THE GOOD-BYE「気まぐれONE WAY BOY」
  - 作詞:橋本淳、作曲:山本寛太郎、編曲:甲斐正人（1983年、ビクター、デビュー曲）
    - 1983年の第25回日本レコード大賞最優秀新人賞を受賞している。
    - THE GOOD-BYE・野村義男に本曲以外多数の楽曲提供を行う。
- 中村容子「ティーンエイジ・ソルジャー」
  - 作詞:橋本淳、作曲:山本寛太郎、編曲:大谷和夫（1984年、デビュー曲）
  - 中村容子には、他にアルバムの楽曲を提供している。
- 水谷麻里「ハロー!ス・キ!」（1987年、ビクター）
  - 作詞:福永ひろみ、作曲:山本寛太郎、編曲:大村雅朗
  - アルバム『ほがらか』の7曲目。
- 福山かずお（福山一男）「マンハッタン・ドリーマー／エデンの東」（1982年、ビクター、SV-7267）
  - マンハッタン・ドリーマー　作詞：橋本淳、作曲：山本寛太郎、編曲：甲斐正人
  - エデンの東　作詞：橋本淳、作曲：山本寛太郎、編曲：惣領泰則
- ハイスクール・オーラバスターイメージ・アルバム（『ハイスクール・オーラバスターOriginal Album 2 "END OF SILENCE"』PICA-1042・1994年）にて2曲歌唱。
  - SAVE YOUR HARDBLADE（作詞：K.INOJO、作曲・編曲：本田恭之）
  - END OF SILENCE（作詞：藤谷直季・若木未生、作曲・編曲：本田恭之）

## シティ・ポップ
次の論文には、1980年代に山本寛太郎が「シティ・ポップ」と呼ばれていたことがあるという記載がある。しかし、具体的にどのような文献（仮に雑誌の場合には加えてどの号）に掲載されているかについては記載されていない。
- ポピュラー音楽のジャンル概念における間メディア性と言説的構築 ―「ジャパニーズ・シティ・ポップ」を事例に ― モーリッツ・ソメ（ケルン大学）／加 藤　　　賢 訳
  - 阪大音楽学報　第16・17号（合併号）に掲載（発行日：令和２（２０２０）年９月３０日発行）
  - この論文は次のURLに公開されている
    - https://musicologyosaka.wordpress.com/2020/10/28/gakuho1617/

なお、全曲について作曲とボーカルをしている、実質的なセカンド・アルバムである『OPCELL』が2021年10月20日にビクターから再発されたときには、「【マスターピース・コレクション＜シティ・ポップ名作選＞】第二期」のうちの1枚であり、「幻のCITY POPプロジェクト」と紹介されていた。